# Leymann Baustoffe
Leymann Baustoffe ist ein Händler von Baustoffen mit Sitz in Sulingen im Landkreis Diepholz, Niedersachsen und Brandenburg.
Die Firma ist Groß- und Einzelhändler von Baustoffen mit einem Vollsortiment sowohl für den Hochbau als auch für Tiefbau.
Leymann Baustoffe ist Mitglied der Eurobaustoff Handelsgesellschaft.

## Geschichte
Der Betrieb in Sulingen wurde 1900 als Bauunternehmen mit Handel von Baustoffen durch den Baumeister Albert Leymann (1875 – 1950) gegründet.
1900: Gründung der Firma Albert Leymann als Bauunternehmen mit Handel von Baustoffen durch den Baumeister Albert Leymann (1875 – 1950)
1929: Eintritt von Baumeister Konrad Leymann (1907 – 2003)
1961: Rechtliche Trennung des Unternehmens in die Firmen Konrad Leymann GmbH & Co. KG (Bauunternehmen) und Albert Leymann GmbH & Co. KG (Baustoffhandel)
1965: Neubau der Betriebsstätte der Nienburger Straße in Sulingen 1966: Eintritt von Albert Leymann (1937)
1975: Beitritt zur Einkaufskooperation Interbaustoff, heute Eurobaustoff
1979: Eröffnung der Niederlassung Nienburg-Holtorf
1988: Eröffnung der Abteilung Tiefbaustoffe
1991 – 2002: Eröffnung weiterer Niederlassungen
2004: Eintritt von Philipp Leymann in die Geschäftsführung
2005: Neubau der Niederlassung Brinkum
Heute befindet sich das Unternehmen Leymann Baustoffe in der vierten Generation in Familienbesitz.
Derzeit wird das Unternehmen von Albert Leymann und seinen Sohn Philipp Leymann geführt.